# Самолёт Можайского
Самолёт Можа́йского («воздухолета́тельный снаря́д») — самолёт, спроектированный и построенный русским морским офицером Александром Фёдоровичем Можайским в последней четверти XIX века, первый в России и один из первых в мире самолётов, предназначавшихся для подъёма человека.
Документов, непосредственно зафиксировавших ход испытаний самолёта Можайского, не сохранилось. В позднейших источниках рубежа XIX—XX веков указывается, что он потерпел аварию при попытке взлёта. Некоторые источники утверждают, что аппарат на короткое время оторвался от земли, такая версия событий изложена в российской Военной энциклопедии (1914 год). В 1950—1970-х годах эта версия, отстаивавшаяся советскими авторами, господствовала в мировой авиационной историографии. Большинство историков авиации считало самолёт Можайского вторым самолётом, отделившимся от земли с человеком на борту, — после самолёта дю Тампля, испытания которого относят к 1874 году. Признавалось, что в обоих случаях отрыву способствовали внешние факторы (прежде всего назывался разгон аппарата под уклон). В СССР же самолёт Можайского считали первым самолётом, отделившимся от земли с человеком на борту (также при содействии внешних факторов). Начиная с 1980-х годов некоторые советские/российские исследователи усомнились в достоверности отделения самолёта Можайского от земли, продолжая при этом считать его первым в мире самолётом, который попытались поднять в воздух с человеком на борту.
В СССР неоднократно предпринимались попытки, основанные на скудных сведениях о техническом облике самолёта Можайского, установить (теоретически или экспериментально) его вероятные лётно-технические данные и ответить на вопросы о возможности совершения им установившегося полёта и об условиях, при которых он бы мог совершить взлёт. Эти исследования давали различные результаты. Согласно самым последним исследованиям, проведённым в ЦАГИ, развиваемая силовой установкой самолёта Можайского мощность, с учётом его вероятных аэродинамических и весовых характеристик, была недостаточна для установившегося горизонтального полёта.
Несмотря на ряд конструктивных недостатков, обусловленных главным образом отсутствием необходимой научно-технической базы для проектирования летательных аппаратов тяжелее воздуха, самолёт Можайского обладал, по оценке советских и российских специалистов, высоким для своего времени техническим уровнем.

## История

### Предварительные изыскания и проектирование самолёта
Идея создания аэродинамического летательного аппарата возникла у Александра Фёдоровича Можайского, по словам его сына Александра Александровича, в 1856 году, под влиянием наблюдений за полётом птиц. Многие исследователи считают вероятным знакомство А. Ф. Можайского с более ранними работами, развивающими идею аэроплана, в особенности — У. Хенсона и Дж. Стрингфеллоу. По мнению некоторых авторов, значительное влияние на конструкторский замысел Можайского мог оказать его профессиональный опыт морского офицера, позволивший изобретателю познакомиться с воздействием воздушного потока (ветра) на неподвижную аэродинамическую поверхность (парус), а также с работой гребного винта. Активную работу над проектом изобретатель начал только в конце 1860-х годов. Замысел аппарата сложился к 1873 году. В 1876 году А. Ф. Можайский совершил несколько полётов на изготовленном им планере-змее, буксируемом тройкой лошадей в своём имении Вороновица (Украина). Осенью 1876 года Можайский переехал в Санкт-Петербург, где публично, в частности, в манеже Берейторской кавалерийской школы, проводил опыты с летающими моделями самолёта, оснащёнными пружинным двигателем или же двигателем на основе резинового шнура. Одна из моделей демонстрировала способность взлетать после разбега на собственном шасси, совершать довольно устойчивый полёт со скоростью до 5,2 м/с (17 фут/с), а также летать с полезной нагрузкой (кортик морского офицера).

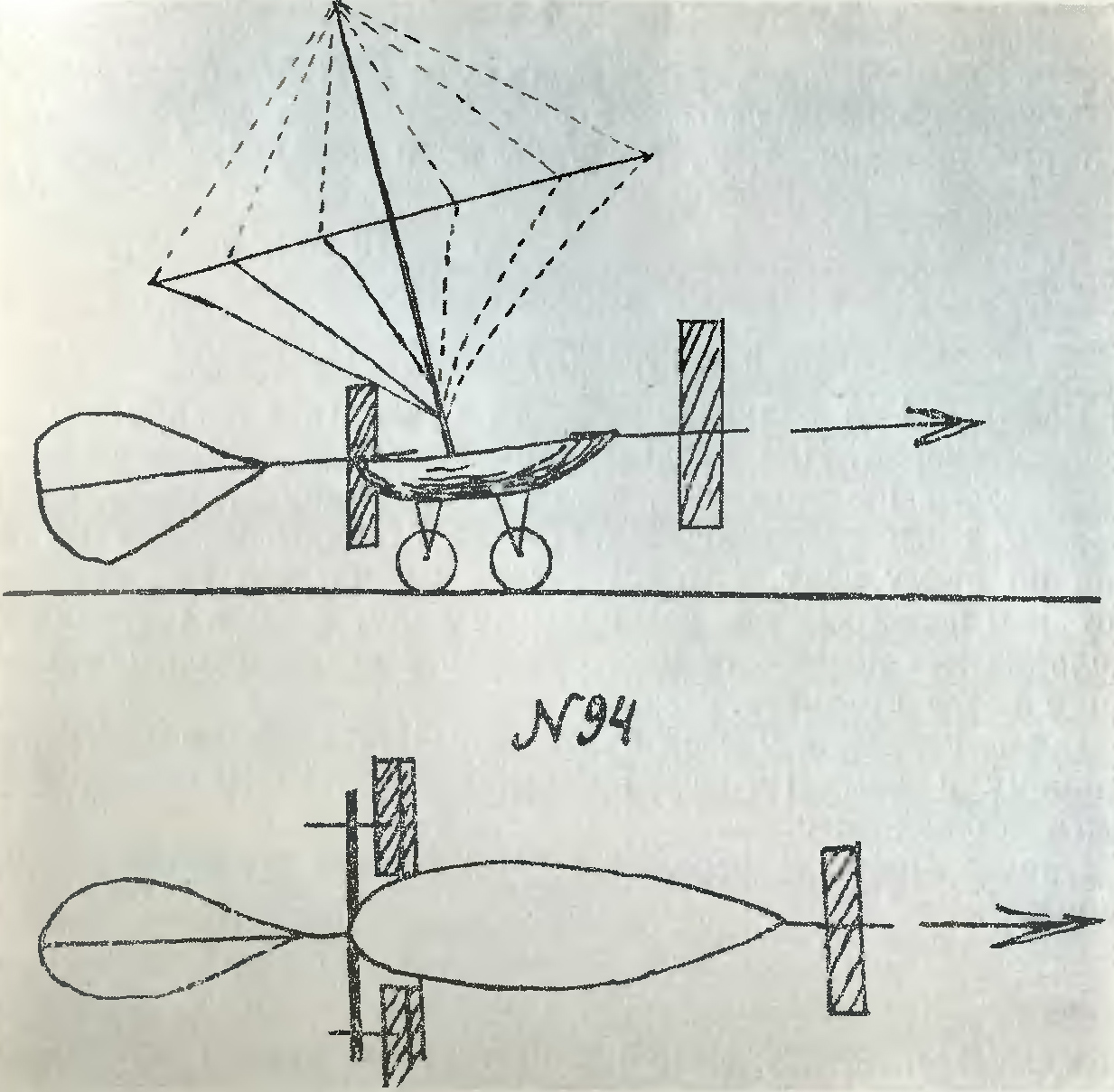
Эскиз одной из моделей Можайского из книги Б. Д. Потёмкина «Военная аэронавтика», 1888 г.(приводится по)

В январе 1877 года особой комиссией Главного инженерного управления Военного министерства была рассмотрена просьба А. Ф. Можайского о предоставлении ему денежных средств (в размере 3000 рублей) на проведение научных исследований с целью получения данных, необходимых для постройки летательного аппарата тяжелее воздуха. Признав, что текущее состояние науки не позволяет объективно оценить осуществимость проекта Можайского, комиссия отметила, что он «в основание своего проекта принял положения, признаваемые ныне за наиболее верные» и рекомендовала оказать изобретателю содействие. На основании этой рекомендации председателем Комиссии по воздухоплаванию (постоянное учреждение) при Военном министерстве Э. И. Тотлебеном и военным министром Д. А. Милютиным было принято решение о выделении испрашиваемой Можайским суммы.
К 23 марта 1878 года А. Ф. Можайский пришёл к убеждению, что «требуемые для решения вопроса данные могут быть получены только над аппаратом таких размеров, на котором силою машины и направлением аппарата мог бы управлять человек», о чём указал в докладной записке в Военное министерство. Весной-летом 1878 года Можайский представил в Военное министерство материалы по проекту полномасштабного «Воздухоплавательного аппарата». В числе этих материалов был аэродинамический расчёт аппарата, выполненный Можайским на основе доступных в то время научных данных, а также на основе собственных научных изысканий и экспериментальных работ. Имелась и подробная смета, согласно которой предполагаемые расходы на разработку (включая экспериментальные работы), постройку и испытания аппарата, составляли 18 895 руб. 45 коп.
Согласно проекту самолёт должен был иметь размах крыла 23 м, длину фюзеляжа 15 м и взлётный вес около 820 кг (50 пудов). В движение его предполагалось приводить с помощью двух двигателей внутреннего сгорания системы Брайтона общей мощностью 30 л. с. Расчётная скорость полёта составляла 40 км/ч.
Предложение Можайского было рассмотрено комиссией под председательством профессора механики Инженерной академии генерал-лейтенанта Г. Е. Паукера. В своём решении от 15 июня 1878 года эта комиссия отказала Можайскому в финансировании на следующих основаниях:
- потребная мощность силовой установки, по мнению комиссии, занижена Можайским в два раза, если исходить из его же опытных данных[17][18];
- по мнению комиссии, для успешного осуществления подобной идеи должен быть «устроен снаряд с подвижными крыльями, могущими изменять не только своё положение относительно гондолы, но и свою форму во время полёта»[17][18], так как аппарат, подобный предлагаемому Можайским, «может опрокидываться и падать» при полёте в неспокойном воздухе вследствие «значительного протяжения наклонной плоскости и неподвижности её соединения с гондолою»[18];
- сумма, испрашиваемая Можайским, слишком велика, чтобы можно было рекомендовать выделение таких средств, учитывая указанные выше недостатки проекта[17][18].

А. Ф. Можайский попытался опротестовать решение комиссии Паукера, направив письмо на имя управляющего делами Главного инженерного управления Военного министерства К. Я. Зверева. Эта апелляция была отклонена, а решение комиссии утвердил военный министр.
Многие советские и российские авторы в той или иной степени критически оценивали заключение комиссии под председательством Г. Е. Паукера. В то же время В. Н. Бычков, полагая ошибочным мнение комиссии относительно необходимости применения в летательном аппарате «подвижных крыльев», отмечает справедливость её заключения о недостаточности мощности силовой установки в проекте Можайского.

### Выбор и приобретение силовой установки. Начало постройки аппарата

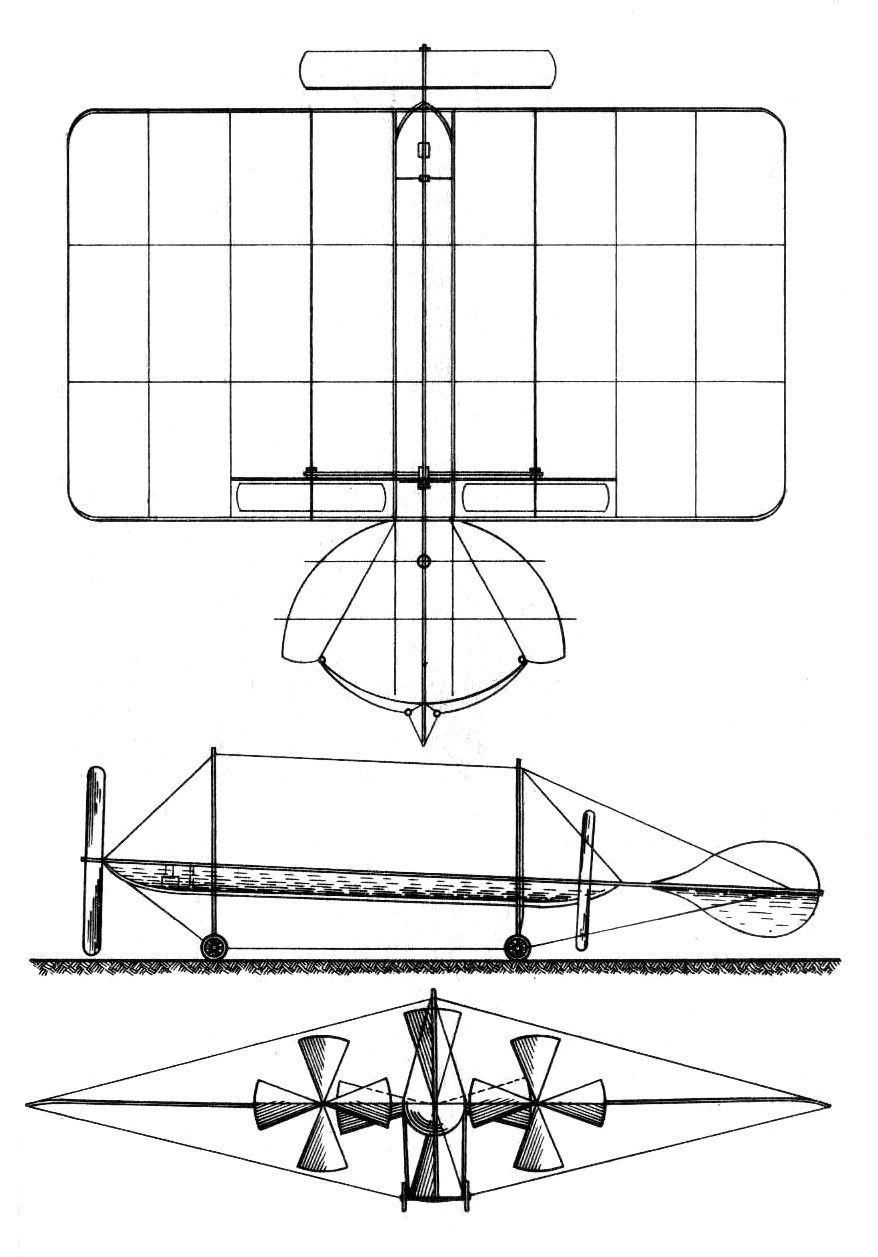
Чертёж самолёта Можайского из «Привилегии» 1881 года.

Несмотря на отрицательное заключение комиссии Паукера, Александр Фёдорович Можайский продолжил работать над проектом и добиваться государственной поддержки.
Полагая, что существовавшие на тот момент паровые машины слишком тяжелы для применения в качестве двигателя самолёта, Можайский первоначально обратился к только появившимся двигателям внутреннего сгорания, которые, в отличие от паровых машин, не нуждались в котле и конденсаторе пара. Он планировал установить на своём аппарате двигатель системы Дж. Брайтона, работающий на жидкой нефти. Двигатель, предлагаемый Можайским, отличался от оригинального двигателя Брайтона некоторыми усовершенствованиями (например, электрическое зажигание от катушки Румкорфа), возможно, введёнными самим Можайским.
Однако двигатели внутреннего сгорания того времени имели ещё больший, по сравнению с паровыми машинами, удельный вес, а кроме того, были весьма ненадёжны. Убедившись в их непригодности для использования на летательном аппарате, Можайский принял решение поставить на свой прибор максимально облегченную паровую машину. В 1880 году он добился командировки за границу для приобретения двигателей. Средства на командировочные расходы (всего — 2500 руб.), по указанию императора Александра II, были выделены Можайскому Министерством финансов, так как Морское министерство не располагало финансовыми резервами. После неудачных переговоров с американской фирмой «Херресгофф»  два паровых двигателя с котлом были заказаны А. Ф. Можайским у фирмы «Арбеккер-сын и Хемкенс» (Ahrbecker Son and Hamkens, Лондон, Великобритания), которая на тот момент хорошо зарекомендовала себя как производитель паровых машин малого удельного веса, применявшихся, в частности, на миноносцах, а в 1870-х годах изготовила двигатель мощностью в 5 л. с. для орнитоптера английского изобретателя Э. Фроста (en:Edward Purkis Frost). Фирма сконструировала заказанные Можайским машины на основе его проекта с использованием ряда технических решений, применённых в паровой машине для орнитоптера Фроста. Машины были изготовлены к маю 1881 года. Британский автор П. Стокс предположил, что во время визита в Лондон Можайский мог общаться с членами Воздухоплавательного общества Великобритании (ныне Королевское воздухоплавательное общество), в числе которых состоял один из совладельцев фирмы — Г. Арбеккер (H. C. Ahrbecker).
4 июня 1880 года, накануне отъезда в США, А. Ф. Можайский подал заявку на патент («привилегию») на свой «воздухолетательный снаряд». 3 ноября 1881 года Департамент торговли и мануфактур Министерства финансов удовлетворил заявку Можайского и выдал ему первый в России патент на самолёт. Тогда же Можайский организовал на свои средства и средства, пожертвованные частными лицами, изготовление отдельных частей для своего аппарата. Наиболее ответственные из них были сделаны на Балтийском судостроительном заводе, благодаря содействию директора завода М. И. Кази, сочувствовавшего устремлениям изобретателя. Среди тех, кто оказал Можайскому финансовую помощь в постройке самолёта: А. П. Ольденбургский, И. И. Воронцов-Дашков, М. Д. Скобелев и другие. Сумма помощи составила около 2800 руб.

### Сборка аппарата
Летом 1882 года Можайский добился от военного ведомства выделения ему для постройки и испытаний самолёта участка на военном поле около станции Дудергоф возле Красного Села под Санкт-Петербургом.
31 января 1883 года А. Ф. Можайский выступил с сообщением о создаваемом им самолёте на заседании VII (воздухоплавательного) отдела Русского технического общества. Для подробного рассмотрения работ Можайского была создана комиссия под председательством М. А. Рыкачёва, в которую вошли представители VII и II (механического) отделов Общества. Комиссия, ознакомившись с результатами работ изобретателя, признала желательным, «…чтобы VII отдел оказал содействие А. Ф. Можайскому — окончить его прибор и произвести интересные опыты над летательным прибором столь больших размеров». Вместе с тем, она выразила сомнение в достаточности мощности силовой установки аппарата. Оказать материальной помощи VII отдел не мог, и Можайский дважды: в конце 1883 года и в июне 1885 года обращался в высшие государственные инстанции с просьбами об отпуске средств на работы с самолётом. Со слов самого Можайского известно, что по крайней мере в первый раз он получил отказ. По мнению В. Н. Бычкова, отсутствие документов о выделении денежных средств по второму прошению указывает на то, что и на этот раз Можайский финансовой помощи от Военного министерства не получил.

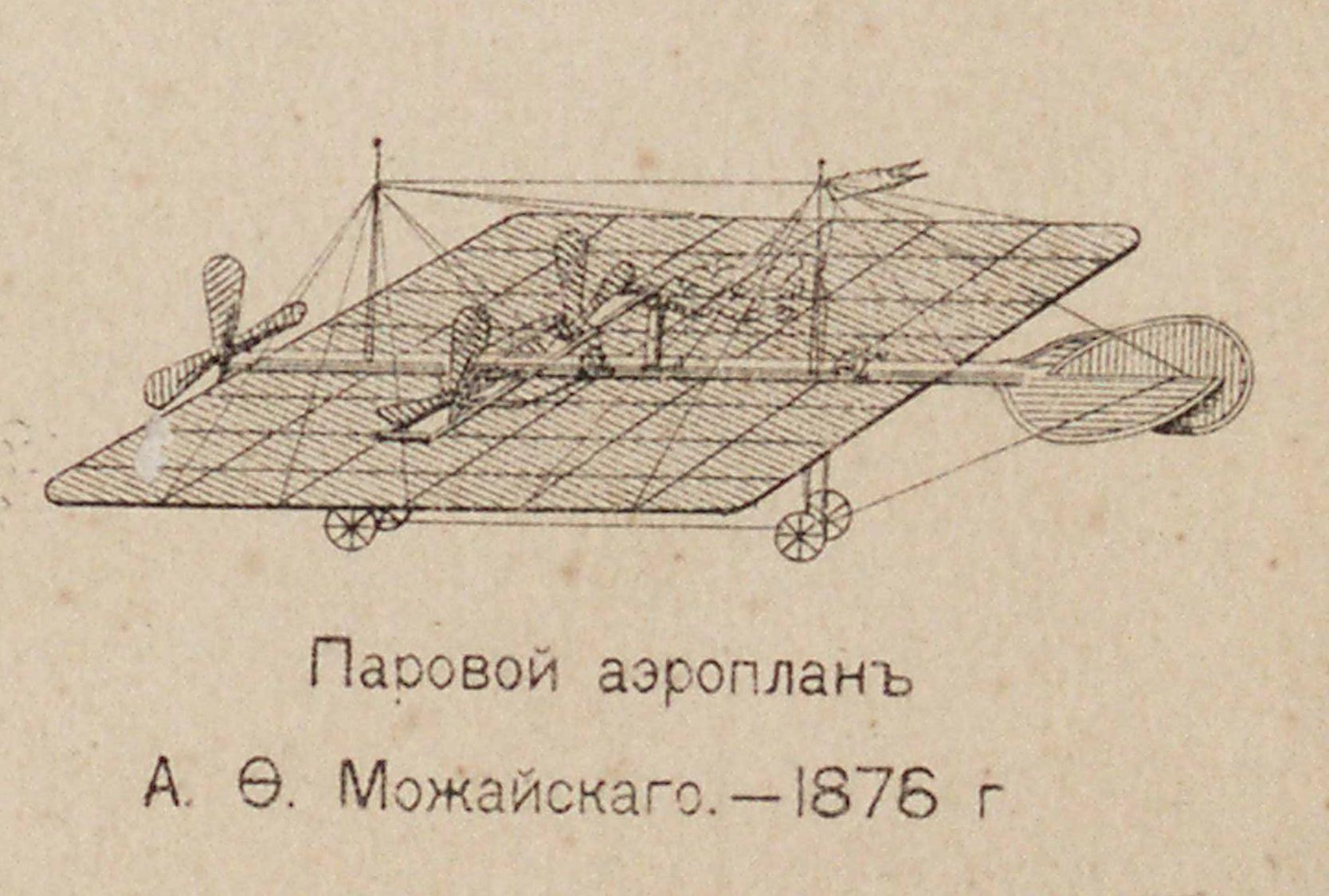
Самолёт Можайского — иллюстрация в книге «Воздухоплавание за 100 лет» (1884 год) к докладу Спицына.

По мнению исследователей, строительство самолёта Можайского было, в основном, завершено в 1882 или в 1883 году. Так, в одном из исторических источников — докладе В. Д. Спицына на совместном торжественном заседании научных обществ Российской империи, посвящённом 100-летию воздухоплавания (9 ноября 1883 года), говорится: «Снаряд капитана 1-го ранга Можайского в настоящее время уже окончен в натуральную величину и будет приводиться в движение с помощью двух паровых машин». С другой стороны, имеется ряд источников с более поздней датой (вплоть до июня 1885 года), включая документы, написанные самим А. Ф. Можайским, в которых говорится о потребности «закончить» аппарат для осуществления над ним «окончательного опыта». Исследователи, однако, трактуют эти сообщения как указание на необходимость внесения в конструкцию уже готового самолёта каких-то доработок, продиктованных, возможно, результатами первоначальных испытаний.

### Испытания на земле и попытка взлёта
Документов, подробно описывающих испытания самолёта Можайского, не сохранилось. В записке Главного инженерного управления Военного министерства, составленной в 1884 году, отмечалось со ссылкой на сведения «из частных источников», что самолёт Можайского «был даже им и приводим в действие, взбегая вверх по наклонным рельсам, но взлететь не мог». Однако возможно, что описываемая процедура представляла собой не попытку взлёта, а своеобразные наземные испытания, направленные на оценку тяги силовой установки самолёта.
После смерти А. Ф. Можайского, в конце XIX — начале XX века, появился ряд сообщений, описывающих попытку взлёта во время испытаний. По мнению историка авиации В. Б. Шаврова, некоторые из сообщений имеют «силу первичного документа». Все они свидетельствуют, что во время попытки взлёта самолёт потерпел аварию с повреждением крыла и, возможно, шасси. Согласно одному из сообщений, «механик, управлявший машиной, потерпел увечье». Дата этого события неизвестна. Исследователи, по-разному трактуя имеющиеся отрывочные данные, расходятся во мнении, называя 1882, 1883, 1884 или 1885 годы.

Некоторые сообщения указывают, что аппарат оторвался от земли. В Военной энциклопедии Сытина (изд. 1914 г.), в статье «Можайский, Александр Фёдорович» сказано: 
«Первый полёт аэроплана на военном поле в Красном селе дал результаты неважные: аппарат отделился от земли, но, будучи неустойчивым, накренился набок и поломал крыло. Дальнейших опытов не было за неимением средств. Аппарат Можайского интересен, как первая практическая попытка построить большой аэроплан.»
Многие советские исследователи (В. Ф. Болховитинов, П. Д. Дузь, В. Б. Шавров и другие) считали, что отрыв самолёта от земли действительно произошёл. При этом они признавали, что отрыву, скорее всего, способствовали внешние факторы: уклон взлётной полосы, эффект влияния земли, возможно — сильный порыв встречного ветра. В частности, П. Д. Дузь считает установленным фактом применение наклонной взлётной полосы для испытаний, полагая, что для разбега самолёта при взлёте были использованы те же самые «наклонные рельсы», по которым аппарат ранее «взбегал вверх» (см. выше[где?]). В то же время, В. Н. Бычков и Д. А. Соболев полагают, что использование Можайским взлётной полосы со значительным уклоном не подтверждено документами.
Так, Бычков указывает, что ни в одном дореволюционном источнике нет упоминаний о каком-либо специальном сооружении для старта, кроме рельс, из чего, по его мнению, следует, что рельсы, по которым разбегался самолёт во время попытки взлёта, были уложены либо горизонтально, либо с использованием небольшого естественного уклона местности. В то же время, Соболев обращает внимание на то, что по данным исследований, проведённых в ЦАГИ (см. ниже), самолёт Можайского мог отделиться от земли только при разбеге под уклон более 9 градусов. Соболев считает, что описания испытаний самолёта Можайского, содержащиеся в источниках рубежа XIX—XX веков, «имеют характер воспоминаний, и потому не могут рассматриваться, как абсолютно надёжные». Он считает, что сведения эти противоречивы, и согласно большинству источников, аппарат не смог подняться в воздух.
Другой российский историк авиации, А. А. Дёмин считал, что публикации начала XX века, говорящие о взлёте самолёта Можайского малодостоверны, а прочие сведения не дают оснований полагать, что он совершил полёт или отрыв от земли, более значимый, чем «подскок на кочке во время разбега». В энциклопедии «Авиация» (под редакцией академика Г. П. Свищёва) В. Н. Бычков дал следующее описание попытки лётных испытаний самолёта Можайского:
«Во второй половине июля 1885 [года] была предпринята попытка поднять самолёт в воздух. Во время разбега по горизонтально уложенным деревянным рельсам самолёт накренился и поломал крыло…»
Сведений о лётчике («механике»), управлявшем самолётом Можайского во время попытки взлёта, не сохранилось.

### Доработка самолёта по результатам испытаний и его судьба после смерти конструктора
Позднее Можайский на личные средства начал восстанавливать самолёт и заказал для него на Обуховском заводе новые, более мощные машины. После смерти А. Ф. Можайского, последовавшей 20 марта [1 апреля] 1890 года, его сыновья, «не имея средств для самостоятельного продолжения дела и не желая передавать его в частные руки», обратились в Военное министерство с предложением купить самолёт, указав, что сам покойный А. Ф. Можайский, «оценивая степень готовности аппарата, его механизмы и положенные на осуществление многолетние труды, настойчивые изыскания… считал, что им вложен в это дело капитал, превышающий сумму 200 тысяч руб.» Министерство отказалось покупать самолёт. В мае 1891 года военные власти предписали наследникам А. Ф. Можайского убрать аппарат с военного поля, где осуществлялись его постройка и испытания. Дальнейшая судьба самолёта Можайского точно не установлена. По сведениям академика А. Н. Крылова, он был продан с аукциона. Паровые машины, снятые с самолёта Можайского в 1885 году, хранились на Балтийском судостроительном заводе, где впоследствии сгорели при пожаре.

## Технический облик

### Компоновка и конструкция
Известно, что самолёт Можайского несколько отличался от запатентованного проекта. Чертежей, фотографий или точного технического описания самолёта не сохранилось. По имеющимся материалам В. Б. Шавров восстановил предполагаемый облик самолёта, который затем был незначительно уточнён специалистами ЦАГИ в ходе описанных ниже исследований.
Александр Фёдорович Можайский предусмотрел в своём аппарате все основные конструктивные группы современного самолёта: планер, включающий в себя крыло, фюзеляж и оперение, шасси, проводку управления и силовую установку.
Самолёт Можайского представлял собой расчалочный моноплан, выполненный по классической аэродинамической схеме. Крыло прямоугольной формы в плане, с удлинением примерно 1,6 крепилось к верхним краям бортов фюзеляжа, выполненного в виде лодки, и поддерживалось многочисленными расчалками из стальной проволоки, соединёнными с двумя мачтами, установленными в носовой и хвостовой частях фюзеляжа, а также со стойками шасси. Размах крыла составлял, по оценкам исследователей, около 23 м, длина фюзеляжа — ~ 14—15 м, длина всего самолёта — ~ 23—25 м. Профиль крыла, по мнению ряда исследователей, — плоский. Каркас самолёта в начале планировалось выполнить из стальных угольников (что отражено, в частности, в «привилегии» на аппарат), однако по мнению многих исследователей он впоследствии был выполнен из дерева, что подтверждается и свидетельствами очевидца. Обшивка фюзеляжа и крыла — матерчатая, на крыле — из аэростатного шёлка (фая), односторонняя, на фюзеляже — частично из холста, частично также из шёлка. Обшивка крыла имела медные люверсы. Через люверсы пропускался слаблинь, которым обшивка приматывалась к силовому набору крыла (аналогично креплению парусов на рангоуте корабля).
В носовой части фюзеляжа располагался двигатель, приводивший во вращение носовой винт. Согласно первоначальному проекту, два других винта должны были располагаться на задней кромке крыла и приводиться во вращение вторым двигателем, помещённым в хвостовой части фюзеляжа. При этом, носовой двигатель должен был иметь мощность вдвое больше, чем хвостовой, то есть на один передний винт приходилось в четыре раза больше мощности, чем на каждый из задних. Советскими историками авиации на основе анализа ряда источников, включая опубликованное в печати описание самолёта свидетелем его постройки, было установлено, что в реальности оба двигателя были помещены в передней части фюзеляжа: меньший — в носу, а больший — ближе к середине фюзеляжа, а боковые винты, приводимые от большего двигателя посредством ремённой передачи, были расположены в вырезах передней части крыла. Таким образом, мощность силовой установки распределялась между винтами поровну. К хвостовой части фюзеляжа крепилось горизонтальное и вертикальное оперение.
Согласно первоначальному проекту, взлётный вес самолёта должен был составлять около 820 кг (50 пудов), однако к 1883 году А. Ф. Можайский оценивал его не менее, чем в 935 кг (57 пудов). Некоторые современные исследователи полагают, что взлётный вес самолёта Можайского мог быть и больше последней цифры (см. соответствующий раздел).

#### Органы управления по крену
В «программе опытов над моделями летательного аппарата», представленной А. Ф. Можайским в Главное инженерное управление Военного Министерства 14 февраля 1877 года, один из пунктов предполагал «Испытать также при полёте действие маленьких площадей на задней части крыльев на повороты аппарата, на направление его вверх и вниз». По мнению историка русской авиации П. Д. Дузя, речь шла ни о чём ином, как о испытании на модели самолёта органов поперечного управления (управления по крену) — элеронов. Однако при отсутствии точных сведений об облике построенного натурного самолёта судить о наличии на нём органов поперечного управления, по мнению того же автора, нельзя (в привилегии на изобретение, выданной в 1881 году, ни элероны, ни какие-либо другие средства управления по крену не упоминаются). Ряд других исследователей прямо утверждает, что самолёт Можайского не имел средств поперечного управления. Д. А. Соболев полагает, что при поворотах указанные А. Ф. Можайским «маленькие площади» должны были действовать скорее, как дифференциальные аэродинамические тормоза (то есть разворачивать машину увеличением аэродинамического сопротивления с одной стороны), нежели как элероны. По мнению В. Ф. Болховитинова отсутствие у самолёта Можайского средств управления по крену являлось одним из обстоятельств, делавших неизбежной аварию при попытке полёта на нём. С другой стороны, Дузь указывает, что ряд авиаторов (Сантос-Дюмон, Фербер и др.) сумели в начале XX века осуществить полёты по прямой на самолётах без органов поперечного управления. Выполнение поворотов на самолёте без органов управления по крену, также в принципе возможно: известно, что А. Фарман 13 января 1908 года выполнил на таком самолёте первый в Европе полёт по кругу. Однако специалисты ЦАГИ, исследовавшие аэродинамические характеристики самолёта Можайского, всё же отметили, что маневрирование на нём было бы затруднено в случае отсутствия у него органов поперечного управления.

### Силовая установка

#### Двигатели

Чертёж одной из паровых машин, изготовленных фирмой «Арбекер-сын и Хемкенс» для Можайского, опубликованный в журнале Engineering 6 мая 1881 г.

Каждый из двух двигателей самолёта представлял собой двухцилиндровую паровую машину с вертикальным расположением цилиндров. Машины имели двойное расширение, то есть в цилиндр малого диаметра подавался пар высокого давления, расширялся там и попадал во второй цилиндр (большого диаметра), где расширялся ещё раз. Материал двигателей — кованая сталь, трущиеся элементы (подшипники, золотники) — фосфористая бронза. Поршни были тонкостенными, коленчатый вал и шатуны — пустотелыми.
Первый двигатель, весом около 48 кг, имел мощность 20 лошадиных сил (14,71 кВт) при 300 оборотах в минуту, второй, весом около 29 кг, имел мощность 10 лошадиных сил (7,35 кВт) при 450 оборотах в минуту. Некоторые исследователи полагают, что указанная мощность является индикаторной мощностью машин, что подтверждается рядом первичных источников. В то же время в ряде работ, посвящённых оценке лётно-технических характеристик самолёта, данные значения мощности используются как мощность на валу. В одном из исторических источников также указывается, что это — действительная мощность машин (то есть мощность на валу).
Питание обеих машин осуществлялось от одного котла водотрубного типа (системы братьев Херресгофф), для обогрева которого использовался керосин. Рабочее давление паросилового агрегата составляло 190 фунтов на кв. дюйм, то есть 1,3 МПа (13,36 кгс на см²). Вес котла составлял 64,4 кг. Конденсатор вместе с сепаратором весил 26 кг. Удельный вес паровых машин вместе с котлом составлял 4,7 кг/л. с., а вместе с конденсатором и сепаратором — около 5,5 кг/л. с. Один из исторических источников приводит удельный вес «машины с котлом» 6,57 кг/л. с. (14,5 фунтов на паровую лошадь), что, при указанном весе машин и котла, приблизительно соответствует мощности 21 л. с. — суммарной действительной мощности машин по расчётам Д. А. Соболева. Весовые характеристики паросилового агрегата самолёта Можайского был чрезвычайно высокими для своего времени (по сведениям самого А. Ф. Можайского — самыми высокими в мире).

#### Воздушные винты
Первоначально А. Ф. Можайский планировал использовать один винт диаметром 8,75 м, приводимый от двигателя мощностью в 20 л. с., и два винта диаметром 4,88 м, приводимые от двигателя мощностью в 10 л. с. (то есть на каждый малый винт приходилось по 5 л. с.). Эти винты предполагалось выполнить из стальных угольников, обтянутых холстом. Однако имеющиеся данные позволили исследователям сделать вывод, что на построенном в натуральную величину аппарате было установлено три одинаковых воздушных винта, диаметр которых, по мнению различных авторов, составлял от 4 до 4,75 м. Носовой винт приводился от десятисильного двигателя, а боковые — от двигателя в 20 л. с., таким образом, на каждый винт приходилось по 10 л. с. мощности. Лопасти этих винтов представляли собой деревянные рамки, обшитые тонкими дощечками. Некоторые исследователи полагают на основании одного из исторических источников, что при испытаниях самолёта выявились значительные вибрации в силовой установке, в особенности — в винтах.

#### Модернизация силовой установки
После испытаний А. Ф. Можайский пришёл к выводу о недостаточности мощности силовой установки самолёта и попытался её модернизировать, заказав на Обуховском заводе в Санкт-Петербурге две паровые машины и паровой котёл. Точного описания этих двигателей не сохранилось, в связи с чем разные исследователи по-разному описывают характер модернизации.
Так, по мнению П. Д. Дузя, А. Ф. Можайский разработал для своего самолёта новую машину мощностью в 50 л. с. (36,77 кВт) и планировал установить на аппарате две такие машины, доведя общую мощность силовой установки до 100 л. с. (73,54 кВт)
Составители сборника АН СССР «Александр Фёдорович Можайский: создатель первого самолёта» (Ю. Н. Сорокин, Б. Н. Воробьёв, В. А. Кондратьев) полагали, что Можайский планировал установить в дополнение к имеющимся машинам дополнительную машину в 20 л. с. (с соответствующей заменой котла), доведя, таким образом, общую мощность силовой установки до 50 л. с. (36,77 кВт). Вторая изготовленная машина, по мнению данных авторов, могла использоваться в качестве запасной или же «для варьирования мощностей силовой установки».
По мнению В. Б. Шаврова, В. Н. Бычкова и Д. А. Соболева, Можайский планировал установить на своём самолёте три машины по 20 л. с. — копии изначально установленной большой машины, доведя общую мощность силовой установки до 60 л. с. (44,12 кВт).

### Приборное оборудование
Проект 1878 года предусматривал оборудование самолёта рядом приборов: тремя кренометрами, компасом, барометром, двумя термометрами, оптическим прицелом и неким «прибором для измерения скорости». В «Ведомости исполненных частей воздухоплавательного аппарата контр-адмирала Можайского», представленной Александром Александровичем Можайским в 1890 году в военное ведомство, в связи с намерением продать ему аппарат, также упомянуты три кренометра.

## Оценка самолёта Можайского

### Оценка технических характеристик самолёта и возможности полёта
Из заключения комиссии Воздухоплавательного отдела ИРТО под председательством Рыкачёва следует, что А. Ф. Можайский, экстраполируя результаты опытов, проделанных им над плоской пластинкой при угле атаки 15°, и перенося их на летательный аппарат в целом, полагал, что при принятом им взлётном угле атаки в 6° аэродинамическое качество составит 9,6, а скорость отрыва — 11 м/с (36,2 фут./с). На основании этих данных потребная тяговая мощность была оценена им в 14,5 л. с., и, так как индикаторная мощность паросиловой установки самолёта равнялась 30 л. с., был сделан вывод о возможности полёта. Комиссия же нашла, что «ввиду несовершенства теории сопротивления воздуха, осторожность требует принимать за основание только те данные, которые были получены опытом», и рекомендовала принять значение аэродинамического качества 3,7, полученное в описанном выше опыте с пластинкой. Это давало потребную тяговую мощность в 38 л. с. и, по мнению комиссии, потребную индикаторную мощность паросиловой установки в 75 л. с.
Советские исследователи расходились во мнении относительно оценки аэродинамического совершенства самолёта Можайского и возможности совершения на нём установившегося горизонтального полёта. Так, В. Ф. Болховитинов полагал, что аэродинамическое качество самолёта Можайского — близко к рассчитанному изобретателем и составляет около 9 единиц. Принимая взлётную массу в 950 кг, он считал, что мощности силовой установки хватало (без сколько-нибудь значимого запаса), чтобы при отсутствии внешних возмущений уравновесить сопротивление самолёта в горизонтальном полёте.
Другие советские историки авиации оценивали аэродинамическое совершенство самолёта Можайского более осторожно, полагая, что с учётом несовершенства форм крыла аппарат не мог иметь столь высокого аэродинамического качества. Так, П. Д. Дузь считал близким к истине аэродинамическое качество 3,7 (которое на основании опытов самого Можайского рекомендовала принять за расчётное комиссия воздухоплавательного отдела ИРТО под председательством Рыкачёва), а мощность силовой установки поэтому — недостаточной для полёта.
В 1950 году Б. Н. Юрьев и В. Б. Шавров провели аэродинамический расчёт самолёта Можайского, получив аэродинамическое качество 5,5. КПД воздушных винтов самолёта Можайского В. Б. Шавров оценивал, как не превышающий 0,5. Кроме того, он полагал, что взлётная масса аппарата могла значительно превышать расчётное значение в 935 кг (57 пудов), приближаясь к цифре 1600 кг (~100 пудов). В результате, по мнению Шаврова, вследствие недостаточной мощности силовой установки взлёт самолёта Можайского был возможен только при разбеге под уклон. Кроме того, отрыву от земли могли поспособствовать: кратковременное форсирование паровых машин, «экранный эффект», а также удачный порыв встречного ветра во время разбега. Причиной же аварии, по мнению Шаврова, явилось сваливание аппарата вследствие потери им скорости после отделения от земли. Располагаемая мощность силовой установки самолёта была, по словам Шаврова, недостаточной для «выполнения устойчивого полёта», что и побудило Можайского заняться после аварии увеличением мощности силовой установки.
В 1975 году были опубликованы результаты экспериментального исследования модели самолёта Можайского, проведённого под руководством профессора Р. И. Виноградова в РВВАИУ. Согласно данному исследованию максимальное аэродинамическое качество самолёта Можайского составляло 6,5. Режим наименьшей потребной мощности характеризовался значением аэродинамического качества 5,6, КПД винта — 0,57 и скоростью 28 км/ч (7,8 м/с). Взлётный вес был принят равным проектному — 933,7 кг (57 пудов). Потребная тяговая мощность силовой установки, согласно данной работе, составила 17 л. с. (соответственно, на валу — 30 л. с.). Таким образом, по мнению Р. И. Виноградова самолёт Можайского мог успешно взлететь при небольшом (около 3°) уклоне взлётной полосы и далее совершать установившийся горизонтальный полёт. Причинами аварийного окончания полёта, по мнению того же автора, могли стать ошибка лётчика либо сильный боковой порыв ветра.
В 1979—1981 годах в ЦАГИ были проведены широкие исследования по установлению облика самолёта Можайского, его воздушных винтов, а также весовые и прочностные расчёты. Модель этого самолёта, построенная в масштабе 1:20, воспроизводящая все основные особенности самолёта с точки зрения его предполагаемого облика (за основу был принят облик аппарата, установленный В. Б. Шавровым, и несколько уточнённый), продувалась в аэродинамической трубе Т-102 ЦАГИ с целью определения её аэродинамических характеристик. По результатам продувок было получено максимальное аэродинамическое качество самолёта 4,05 — в свободном пространстве и 4,6 — вблизи экрана. Осуществлённое одновременно с продувками моделирование методами вычислительной гидродинамики дало максимальное аэродинамическое качество вблизи экрана в диапазоне 4,2-5. Были экспериментально исследованы четыре варианта воздушных винтов (для того, чтобы охватить возможный диапазон их основных параметров). Для наилучшего из этих винтов был получен КПД 0,55. На основании весовых расчётов взлётный вес был принят равным 1266 кг. Был сделан вывод: отрыв самолёта от земли и установившийся прямолинейный полёт были возможны только по траектории со снижением под углом более 6 градусов (при принятом Можайским угле атаки в 6 градусов для отрыва требовался угол снижения не менее 9 градусов). Для совершения установившегося горизонтального полёта на режиме минимальной потребной мощности суммарная мощность двигателей должна была быть повышена приблизительно до 75 л. с. при сохранении того же веса самолёта, а для его отрыва от земли при угле атаки, принятом Можайским, — до 90 л. с.
Наличие встречного ветра, дующего с постоянной скоростью, не могло обеспечить отделение самолёта от земли. Однако существует мнение, что порыв ветра со скоростью порядка 6—7 м/с навстречу разбегающемуся аппарату был вполне достаточен для кратковременного отрыва с последующим падением.
Продувки в ЦАГИ также показали, что в диапазоне центровок самолёта, соответствующем предполагаемому размещению его агрегатов, его аэродинамическая компоновка обеспечивала устойчивость по тангажу в диапазоне углов атаки 6—14 градусов. При этом отклонение горизонтального оперения позволяло балансировать самолёт на углах атаки по крайней мере до 10—16 градусов (в зависимости от точного положения центра тяжести). Отклонение цельноповоротного киля (вертикального оперения) также позволяло балансировать самолёт в широком диапазоне углов скольжения. В то же время специалисты ЦАГИ отметили, что, если у самолёта Можайского отсутствовали органы управления по крену, то это затруднило бы полёт со скольжением и маневрирование.
| Технические характеристики самолёта Можайского по различным оценкам  | Технические характеристики самолёта Можайского по различным оценкам                          | Технические характеристики самолёта Можайского по различным оценкам                          | Технические характеристики самолёта Можайского по различным оценкам                          | Характеристики самолёта Wright Flyer (приведены для сравнения) |
|                                                                      | Шавров                                                                                       | Виноградов                                                                                   | ЦАГИ                                                                                         | Аэродинамические характеристики самолёта и потребная мощность установлены в ходе продувок полномасштабной реплики в Исследовательском центре имени Лэнгли               |
| -------------------------------------------------------------------- | -------------------------------------------------------------------------------------------- | -------------------------------------------------------------------------------------------- | -------------------------------------------------------------------------------------------- | --- |
| Размах крыла, м                                                      | 22,8                                                                                         | 22,8                                                                                         | 23,2                                                                                         | 12,3 |
| Площадь крыла, м²                                                    | 342(полная)/303(покрытие консолей)                                                           | 303                                                                                          | 329                                                                                          | 47,4 |
| Площадь горизонтального оперения, м²                                 | ~30                                                                                          |                                                                                              | 41,4                                                                                         | |
| Длина самолёта, м                                                    | 23                                                                                           |                                                                                              | 25                                                                                           | 6,4 |
| Высота самолёта, м                                                   |                                                                                              | ~8                                                                                           | 7,5                                                                                          | 2,7 |
| Колея шасси, м                                                       |                                                                                              |                                                                                              | 3                                                                                            | |
| База шасси, м                                                        |                                                                                              |                                                                                              | 9,4                                                                                          | |
| Диаметр воздушных винтов, м                                          | 4                                                                                            | 4                                                                                            | 4,75                                                                                         | 2,59 |
| Частота вращения винтов, об/мин                                      |                                                                                              |                                                                                              | 160                                                                                          | ~350 |
| КПД винта                                                            | 0,5                                                                                          | 0,64/0,57                                                                                    | 0,55                                                                                         | >0,7 |
| Мощность двигателей, л. с. (кВт)                                     | 30 (22,38)                                                                                   | 30 (22,38)                                                                                   | 30 (22,38)                                                                                   | 12/16 |
| Масса двигателей с котлом, конденсатором и сепаратором, кг           |                                                                                              |                                                                                              | 167,1                                                                                        | |
| Взлётная масса самолёта, кг                                          | ~1600                                                                                        | 933,7                                                                                        | 1266                                                                                         | 340 |
| Нагрузка на крыло, кг/м²                                             | 5                                                                                            | 3,08                                                                                         | 3,85                                                                                         | 7,17 |
| Нагрузка на мощность, кг/л. с.                                       | 53                                                                                           | 31                                                                                           | 42                                                                                           | 28/21 |
| Аэродинамическое качество вдали от земли                             | 5,5                                                                                          | 6,5/5,6                                                                                      | 4,05                                                                                         | 5,9 |
| Аэродинамическое качество вблизи земли                               |                                                                                              | 6,5/5,6                                                                                      | 4,6                                                                                          | 6,3 |
| Характерная скорость, м/с (км/ч)                                     |                                                                                              | 10 (36)/7,8 (28)                                                                             | 12,8 (46)/~10 (36)                                                                           | 13,9 (50) |
| Потребная мощность для установившегося горизонтального полёта, л. с. | >>30                                                                                         | 30                                                                                           | ~75                                                                                          | 14,7 |
| Центровка, %САХ                                                      | 50                                                                                           |                                                                                              | 38,6                                                                                         | |
| Возможность установившегося горизонтального полёта                   | Невозможен                                                                                   | Возможен                                                                                     | Невозможен                                                                                   | Считается доказанной исторически. По мнению некоторых современных специалистов, ограничивается областью влияния земли (высотой, не превышающей половину размаха крыла). |
| Собственная продольная устойчивость (устойчивость по тангажу)        |                                                                                              | Могла быть обеспечена при определённом положении центра тяжести                              | Имелась при предполагаемом положении центра тяжести                                          | Полностью отсутствовала |
| Органы управления                                                    | Горизонтальный и вертикальный рули (цельноповоротное горизонтальное и вертикальное оперение) | Горизонтальный и вертикальный рули (цельноповоротное горизонтальное и вертикальное оперение) | Горизонтальный и вертикальный рули (цельноповоротное горизонтальное и вертикальное оперение) | Горизонтальный и вертикальный рули, перекашивание крыла для управления по крену                                                                                         |
| Комментарии к таблице: 1. 2. 3. 4. 5. 6. 7. 8. 9. 10. 11.            |                                                                                              |                                                                                              |                                                                                              | |

| Сравнение самолётов XIX — начала XX веков по нагрузке на крыло и на мощность | Сравнение самолётов XIX — начала XX веков по нагрузке на крыло и на мощность | Сравнение самолётов XIX — начала XX веков по нагрузке на крыло и на мощность | Сравнение самолётов XIX — начала XX веков по нагрузке на крыло и на мощность | Сравнение самолётов XIX — начала XX веков по нагрузке на крыло и на мощность | Сравнение самолётов XIX — начала XX веков по нагрузке на крыло и на мощность | Сравнение самолётов XIX — начала XX веков по нагрузке на крыло и на мощность | Сравнение самолётов XIX — начала XX веков по нагрузке на крыло и на мощность | Сравнение самолётов XIX — начала XX веков по нагрузке на крыло и на мощность | Сравнение самолётов XIX — начала XX веков по нагрузке на крыло и на мощность | Сравнение самолётов XIX — начала XX веков по нагрузке на крыло и на мощность | Сравнение самолётов XIX — начала XX веков по нагрузке на крыло и на мощность | Сравнение самолётов XIX — начала XX веков по нагрузке на крыло и на мощность |
|                                                                              | Самолёт Можайского                                                           | Самолёт Можайского                                                           | Самолёт Можайского                                                           | Другие самолёты XIX - начала XX века                                         | Другие самолёты XIX - начала XX века                                         | Другие самолёты XIX - начала XX века                                         | Другие самолёты XIX - начала XX века                                         | Другие самолёты XIX - начала XX века                                         | Другие самолёты XIX - начала XX века                                         | Другие самолёты XIX - начала XX века                                         | Другие самолёты XIX - начала XX века                                         | Другие самолёты XIX - начала XX века                                         |
| ---------------------------------------------------------------------------- | ---------------------------------------------------------------------------- | ---------------------------------------------------------------------------- | ---------------------------------------------------------------------------- | ---------------------------------------------------------------------------- | ---------------------------------------------------------------------------- | ---------------------------------------------------------------------------- | ---------------------------------------------------------------------------- | ---------------------------------------------------------------------------- | ---------------------------------------------------------------------------- | ---------------------------------------------------------------------------- | ---------------------------------------------------------------------------- | ---------------------------------------------------------------------------- |
|                                                                              | Оценка Шаврова                                                               | Оценка Виноградова и Пономарёва                                              | Оценка ЦАГИ                                                                  | «Воздушный паровой экипаж» Хенсона (проект)                                  | Самолёт Пено (проект)                                                        | «Эол» Адера                                                                  | «Аэродром» Лэнгли                                                            | «Флайер» братьев Райт                                                        | «Флайер»-III братьев Райт                                                    | 14-bis Сантос-Дюмона                                                         | Фарман IV                                                                    | Блерио-XI                                                                    |
| Год создания проекта                                                         | 1877                                                                         | 1877                                                                         | 1877                                                                         | 1842                                                                         | 1875                                                                         | 1887                                                                         | 1898                                                                         |                                                                              |                                                                              |                                                                              |                                                                              |                                                                              |
| Год начала лётных испытаний                                                  | Не позднее 1884                                                              | 1884-1885                                                                    | 1885                                                                         | Не строился                                                                  | Не строился                                                                  | 1890                                                                         | 1903                                                                         | 1903                                                                         | 1905                                                                         | 1906                                                                         | 1909                                                                         | 1909                                                                         |
| Взлётная масса, кг                                                           | ~1600                                                                        | 934                                                                          | 1266                                                                         | 1360 (по проекту)                                                            | 1200 (по проекту)                                                            | 296                                                                          | 366                                                                          | 340                                                                          | 418                                                                          | 300                                                                          | 550                                                                          | 300                                                                          |
| Площадь крыла, м²                                                            | 303                                                                          | 303                                                                          | 329                                                                          | 420                                                                          | 75                                                                           | 28                                                                           | 96,6                                                                         | 47,4                                                                         | 46,8                                                                         | 52                                                                           | 42                                                                           | 14                                                                           |
| Мощность двигателя, л. с.                                                    | 30                                                                           | 30                                                                           | 30                                                                           | 30                                                                           | 30                                                                           | 20                                                                           | 52                                                                           | 12/16                                                                        | 21                                                                           | 50                                                                           | 50                                                                           | 25                                                                           |
| Нагрузка на крыло, кг/м²                                                     | ~5                                                                           | 3,07                                                                         | 3,85                                                                         | 3,24                                                                         | 16                                                                           | 10,57                                                                        | 3,79                                                                         | 7,17                                                                         | 8,93                                                                         | 5,77                                                                         | 13,1                                                                         | 21,43                                                                        |
| Нагрузка на мощность, кг/л. с.                                               | 53                                                                           | 31                                                                           | 42                                                                           | 45,3                                                                         | 40                                                                           | 14,8                                                                         | 7                                                                            | 28,3/21,3                                                                    | 19,9                                                                         | 6                                                                            | 11                                                                           | 12                                                                           |

### Принципиальная возможность использования паровой машины в качестве авиационного двигателя
Существует мнение, что использование в самолётах XIX века в качестве двигателя паровой машины было одной из существенных причин неудачности попыток полёта на них, и только благодаря развитию двигателей внутреннего сгорания удалось осуществить моторный полёт. Правомерность подобного утверждения, однако, оспаривается. Так, историками авиации признаётся, что самолёты Адера (1890) и Максима (1894) с паровой силовой установкой, разгоняясь исключительно за счёт собственной тяги, развивали во время испытаний подъёмную силу, превышающую их вес, хотя отдельные авторы это оспаривают.
Уже в XX веке возможность осуществления полноценного полёта на самолёте с паровым двигателем была доказана практически. В начале 1930-х годов в США инженеры и предприниматели братья Уильям и Джордж Беслер (Besler) на основе конструкции их коммерческого партнёра Эбнера Добля (конструктора серийно производившихся паровых автомобилей) разработали паровую машину, предназначенную для установки на самолёт. 20 апреля 1933 года Уильям Беслер в присутствии зрителей выполнил полёт с маневрированием на паровом самолёте Airspeed 2000. Самолёт представлял собой модифицированный биплан Travel Air 2000, на котором вместо штатного двигателя внутреннего сгорания Curtiss OX-5 была установлена паровая машина братьев Беслер. В 1930-е годы в СССР также велись НИОКР по созданию авиационных паросиловых агрегатов на основе поршневых паровых машин и паровых турбин.

### Оценка исторического значения и технического уровня

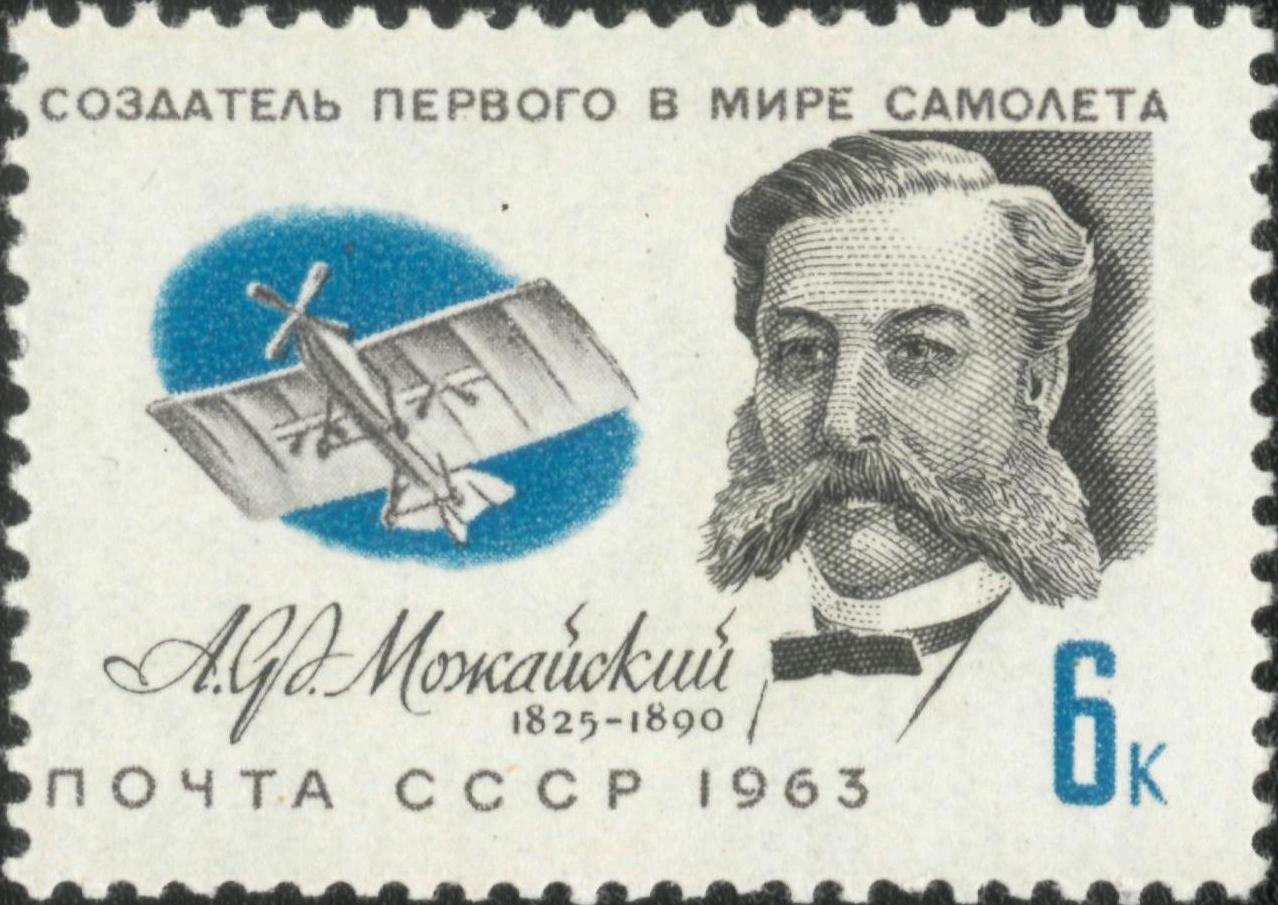
А. Ф. Можайский и его самолёт на почтовой марке СССР 1963 года

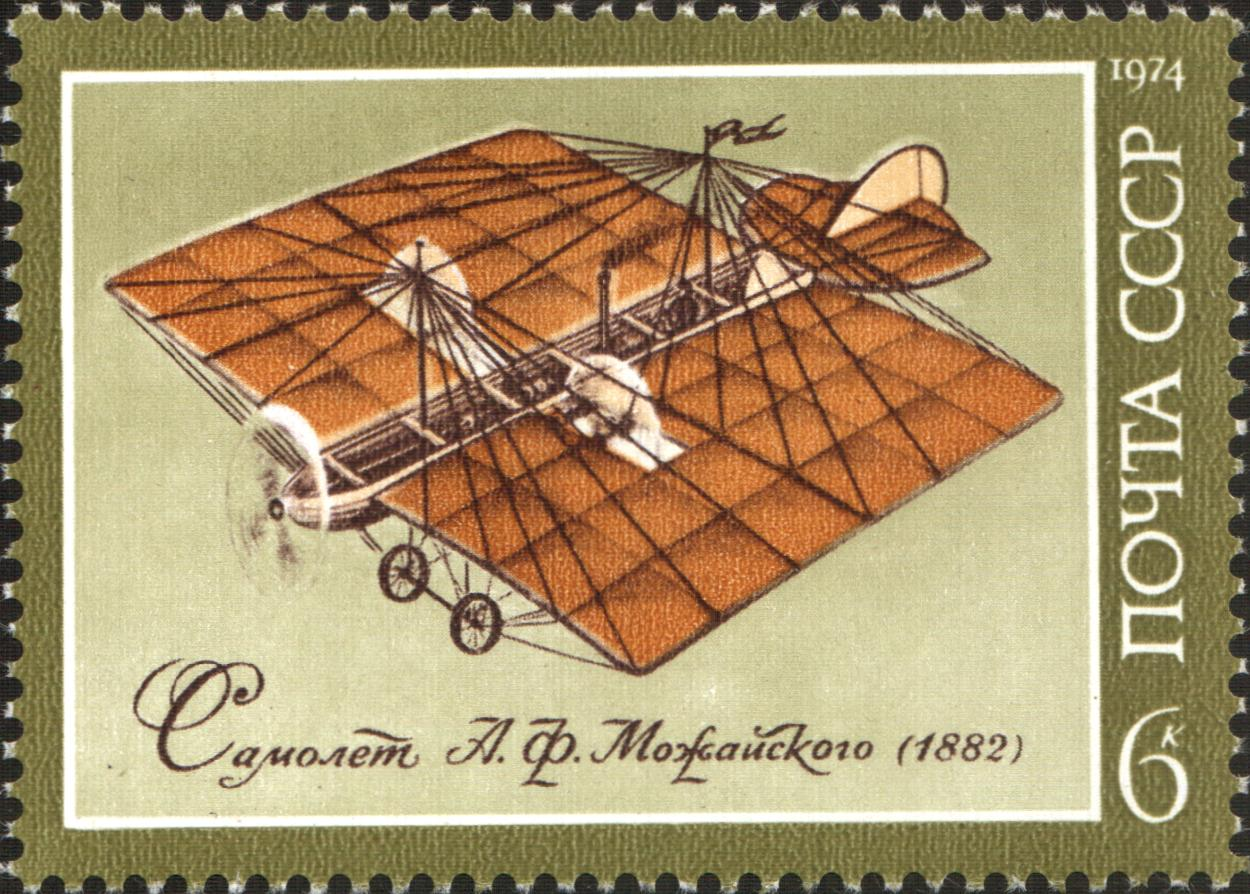
Самолёт Можайского на почтовой марке СССР 1974 года

По мнению ряда историков авиации, отрыв самолёта Можайского от земли не соответствует критериям, характеризующим полёт самолёта, по крайней мере в современном смысле этого слова, так как самолёт не был способен самостоятельно поддерживать себя в воздухе, противодействуя при этом естественным внешним возмущениям. В статье «Можайский, Александр Фёдорович» в Большой советской энциклопедии (1974) В. Б. Шавров охарактеризовал произошедшее как неудачно закончившуюся попытку полёта. В то же время, некоторые советские исследователи называли это событие полётом, хотя признавали, что он был менее успешным, чем полёты братьев Райт, выполненные 17 декабря 1903 года, в которых была продемонстрирована управляемость самолёта.
Болховитинов обращал внимание на то, что аварийное окончание полёта являлось неизбежным следствием технического несовершенства аппарата Можайского. Виноградов и Пономарёв, напротив, полагали, что А. Ф. Можайский создал машину, способную к полёту, а авария была следствием неумелого пилотирования и, возможно, неблагоприятных внешних факторов (резкий порыв ветра). Сам по себе аварийный исход полёта не является в мировой историографии критерием, существенно влияющим на оценку значимости полёта. Так полёты братьев Райт 17 декабря 1903 года и полёт Сантос-Дюмона 21 ноября 1906 года принято считать успешными несмотря на то, что они завершились вынужденно и с повреждением аппарата, на основании того, что, по крайней мере до момента аварии, наблюдался установившийся и (более или менее) управляемый полёт.
Характеризуя историческое значение самолёта Можайского, В. Б. Шавров в 1969 году написал в своей книге «История конструкций самолётов в СССР до 1938 года», что самолёт Можайского был «первым в мире самолётом, построенным в натуральную величину, проходившим испытания и отделившимся от земли с человеком на борту». При этом Шавров признавал, что первый успешный полёт на самолёте был выполнен в декабре 1903 года братьями Райт. В 1974 году в Большой советской энциклопедии Шавров ограничился указанием, что «летательный аппарат [Можайского] представляет интерес как одна из первых практических попыток построить самолёт, пилотируемый человеком».
П. Д. Дузь, критически относясь к теориям о возможности совершения самолётом Можайского полноценного полёта, полагал, тем не менее, что и другие ранние самолёты, претендующие на приоритет в совершении полёта, включая не только «Авион» Адера, самолёт-полиплан Максима, но даже и первый самолёт братьев Райт, «делали только скачки на небольшое расстояние в 100—200 м и только на считанные секунды отделялись от земли», и А. Ф. Можайского, проводившего испытания своего самолёта раньше перечисленных изобретателей, можно считать создателем первого летательного аппарата тяжелее воздуха. Как уже было сказано выше, ряд российских историков авиации не считает сообщения об отделении самолёта Можайского от земли достаточно достоверными.
До Можайского самолёт в натуральную величину на рубеже 1860—1870-х годов построил Феликс дю Тампль (Франция). Силовая установка этого самолёта не могла обеспечить ему горизонтальный полёт. В литературе по истории авиации, издаваемой за пределами России (СССР) после Второй мировой войны, распространено мнение, что в 1874 году самолёт дю Тампля совершил кратковременный отрыв от земли при разбеге по наклонной поверхности. Таким образом, самолёту Можайского в зарубежной историографии отводится место второго в мире самолёта, оторвавшегося от земли с человеком на борту. Факт существования самолёта дю Тампля, предназначенного для полёта человека и построенного в натуральную величину, признаётся в настоящее время и российской историографией. Однако российские исследователи оспаривают не только факт отрыва его от земли, но и вообще какие-либо попытки его лётных испытаний. Российские исследователи считают самолёт Можайского первым в мире самолётом, на котором была предпринята попытка лётных испытаний.
По мнению Д. А. Соболева, самолёт Можайского «отличался продуманной и для своего времени технически грамотной конструкцией», самой практичной среди самолётов, построенных в XIX веке в натуральную величину, а по мнению В. Б. Шаврова, «по схеме он был более совершенным, чем все предшествующие ему проекты и все самолёты, построенные как в России, так и за рубежом вплоть до 1907 года». В то же время, французский историк авиации Шарль Дольфюс охарактеризовал технический облик самолёта Можайского, как «довольно примитивный». В. С. Пышнов отмечал, что один из самых распространённых самолётов начала 1910-х годов — Farman IV, с точки зрения аэродинамики не превосходил самолёт Можайского, и только использование более совершенного двигателя позволяло ему достигнуть значительно лучших лётно-технических характеристик (быть способным как к установившемуся горизонтальному полёту, так и к маневрированию) Хотя Пышнов признавал, что более компактный планер «Фармана» давал ему преимущества перед самолётом Можайского, эта компактность, по его мнению, также являлась одним из косвенных следствий малого удельного веса силовой установки.
К недостаткам самолёта Можайского исследователи относили: недостаточную мощность силовой установки, несовершенство форм крыла (в частности, плоский профиль крыла, малое его удлинение), отсутствие органов управления по крену, а также малую колею шасси (что могло привести к неустойчивости самолёта при разбеге и пробеге).
По мнению британского авиационного журналиста и историка Дж. Элигзендер, деятельность Можайского, несмотря на то, что она была, своего рода, личным подвигом, не оказала никакого влияния на становление мировой авиации, так как была практически неизвестна за пределами России. Элигзендер также отмечает, что не нашла упоминаний о Можайском в работах Н. Е. Жуковского.
| Год                         | Деятель                                  | Достижение |
| --------------------------- | ---------------------------------------- | --- |
| 1843                        | · Уильям Сэмюэль Хенсон · Великобритания | Первый проект винтомоторного самолёта, содержащий все основные конструктивные группы современных самолётов (крыло, фюзеляж, горизонтальное и вертикальное оперение, шасси, силовую установку). Получен патент. Самолёт не строился. |
| 1869—1874                   | · Феликс дю Тампль · Франция             | Построен первый полномасштабный самолёт. Содержал все основные конструктивные группы современных самолётов. Имел винтомоторную силовую установку с тепловым двигателем. Среди историков авиации распространено мнение о совершении самолётом дю Тампля кратковременного отрыва от земли при разбеге под уклон. Советская и российская школы истории авиации такое мнение не разделяют. |
| 1882—1885                   | · Александр Фёдорович Можайский · Россия | Полномасштабный самолёт с паровой винтомоторной установкой, содержащий все основные конструктивные группы современных самолётов, построен и осуществлена попытка его лётных испытаний (по мнению советских и российских историков авиации — впервые в мире). Предположительно, во время испытаний имел место отрыв от земли, чему мог содействовать уклон ВПП или/и порыв встречного ветра. Ряд современных российских историков авиации подвергает сомнению факт такого отрыва или, во всяком случае, возможность классификации его, как взлёта. |
| 1890                        | · Клемент Адер · Франция                 | На самолёте с паровой винтомоторной силовой установкой совершён полёт на расстояние около 50 м. Как правило, это событие считается первым в мире взлётом самолёта только под действием собственной силовой установки. Дальнейшие испытания данного самолёта показали, что к управляемому или хотя бы устойчивому полёту он не способен. Испытания следующего самолёта того же изобретателя дали аналогичные результаты. Проекты самолётов Адера в целом не являлись научно обоснованными. Конструктор слепо копировал выбранный им природный образец летательного аппарата — летучую мышь. |
| 1894                        | · Хайрем Стивенс Максим · Великобритания | Самолёт с паровой винтомоторной установкой при наземных испытаниях на рельсовой дорожке с ограничительными брусьями, с экипажем из трёх человек на борту, развил подъёмную силу, превысившую его собственный вес, сломав при этом ограничительные брусья. Согласно одной точке зрения, создание подъёмной силы происходило под действием собственной силовой установки аппарата, согласно другой – под действием порыва ветра. Попыток совершить свободный полёт на самолёте Максима не предпринималось. По оценке современных исследователей, его конструкция не позволяла ему совершать управляемый полёт. |
| 1901—1902                   | · Густав Альбин Уайтхед · США            | По утверждениям некоторых авторов, был выполнен ряд управляемых полётов на винтомоторном самолёте с ДВС, в том числе — полётов по кругу и с пассажиром. Достоверность этих утверждений большинством историков авиации отрицается. |
| 1903                        | · Сэмюэль Пирпонт Лэнгли · США           | Две попытки взлёта на самолёте окончились неудачей — аппарат упал в воду с баржи, с которой производился старт. В 1914 году на этом же самолёте после существенных доработок был выполнен ряд полётов. Способность к полёту исходной конструкции спорна. |
| 1903                        | · Братья Райт · США                      | 17 декабря 1903 года Братья Райт на сконструированном ими самолёте Flyer выполнили четыре полёта по прямой продолжительностью от 12 до 59 секунд и дальностью от 37 до 260 м. Все полёты окончились столкновением с землёй с повреждением аппарата (сами авиаторы при этом не пострадали, в первых трёх случаях повреждения были незначительны, так что ремонт занимал менее часа). Тем не менее эти полёты (или, по крайней мере, последний из них) принято считать первым в истории примером управляемого установившегося полёта на самолёте (иногда его кратко характеризуют, как «успешный полёт»). Взлёт выполнялся горизонтально против сильного встречного ветра. |
| 1904                        | · Братья Райт · США                      | В 1904 году на самолёте Flyer II выполнены первые полёты по кругу. При взлёте использовалась катапульта. |
| 1905                        | · Братья Райт · США                      | 5 октября 1905 года на самолёте Flyer III выполнен полёт по замкнутому маршруту длиной 39 км. При взлёте использовалась катапульта. Аппарат обладал достаточно эффективной системой управления по всем трём осям. |
| 1906                        | · Альберто Сантос-Дюмон · Бразилия       | 23 октября и 21 ноября 1906 года Альберто Сантос-Дюмон выполнил на созданном им самолёте 14bis полёты на расстояние 60 и 220 м. соответственно. Эти полёты были выполнены в присутствии официальных представителей Французского аэроклуба, и достигнутые в них результаты считаются Международной авиационной федерацией первыми официально зарегистрированными мировыми рекордами (рекорд скорости — в первом полёте и рекорд дальности — во втором). Взлёт выполнялся при этом без каких-либо вспомогательных средств. Во втором полёте при посадке самолёт получил небольшое повреждение, авиатор не пострадал. После небольшой серии коротких полётов по прямой самолёт потерпел аварию в начале 1907 года. В Бразилии полёт 21 ноября принято считать первым полноценным полётом на самолёте. |
| Комментарии к таблице 1. 2. |                                          | |

## Самолёт Можайского в общественной жизни и культуре
На рубеже 1940—1950-х годов в эпоху борьбы с космополитизмом история создания самолета Можайского и сообщения об отделении его от земли оказались востребованы как пример русского приоритета в технике. Д. А. Соболев отмечает низкий научный уровень некоторых публикаций того времени о самолете Можайского, выдаваемых за исторические исследования. По его мнению, в стремлении изобразить Можайского основоположником мировой авиации, авторы этих публикаций преувеличивали успехи, достигнутые его самолетом при испытаниях. Подобные негативные явления в советской науке, по мнению Соболева, к концу 1950-х годов сошли на нет.

### Самолёт Можайского в культуре
В 1950 году советский поэт Сергей Васильев опубликовал поэму «Первый в мире», посвящённую работе А. Ф. Можайского над своим самолётом. Вот как описаны в ней испытания самолёта Можайского:

| Проснулась в машинах могучая сила, снаряд весь напрягся, запел, задрожал и, как бы очнувшись, легко побежал по твёрдой дорожке прямого настила, по струганным доскам, с уклона, с уклона. Мгновенье — колёса вприпрыжку пошли навстречу ромашкам, над кромкой зелёной и вдруг отделились от грешной земли. — Летит! — раздалось над полынным простором. — Глядите же! Честное слово, летит! — В едином порыве, с весёлым напором «ура» раскатилось. | Не помня обид, не чуя от радости ног под собою, внезапно и сказочно став молодым, Можайский бежал за созданьем своим, за гордой мечтой, завоёванной с бою, за первой, последней любовью хмельною, за ясным, волшебным рожденьем вторым. Бежал, как безумный, не чувствуя ноши, всей грудью дыша, приминая цветы, не видя, не слыша, как били в ладоши, как в знойное небо цветистой порошей летели фуражки, перчатки, зонты. |
— Васильев С. А. Избранное. — М.: Гослитиздат, 1960.
В 1950 году был снят художественный фильм «Жуковский» о научной деятельности Николая Егоровича Жуковского (режиссёр В. И. Пудовкин), в котором имеется эпизод с испытаниями самолёта Можайского. Для съёмок под руководством В. Б. Шаврова был изготовлен макет самолёта Можайского в половину натуральной величины.
Фантастически переосмысленная история создания самолёта Можайского составляет сюжетную основу романа Виктора Пелевина «Лампа Мафусаила» (2016).

## Комментарии
1. ↑  До Можайского попытку постройки самолёта в России в 1877—1878 годах предпринял С. Микунин. Его аппарат остался недостроенным, так как Микунин охладел к идее самолёта, сочтя более перспективным создание орнитоптера[1].
2. ↑  Этими же исследователями подвергается сомнению (а Д. А. Соболевым прямо отрицается) как отделение от земли, так и вообще попытка каких-либо лётных испытаний самолёта дю Тампля.
3. ↑  Одним из членов комиссии был Д. И. Менделеев, считавшийся тогда в России наиболее авторитетным специалистом по вопросам механики жидкости и газа[11].
4. ↑  По словам самого Можайского, выданные ему на командировку средства покрыли только расходы на поездку, непосредственно же изготовление машин он оплатил из собственного кармана[33].
5. ↑  Во время пребывания Можайского в США в печати как раз появились сообщения об изготовлении этой фирмой машины мощностью в 4 л. с. и весом 22,65 кг вместе с котлом[34].
6. ↑  Первым русским изобретателем, который опубликовал и запатентовал проект самолёта, был Н. А. Телешов, однако он получил на этот проект патенты только в иностранных государствах[44] (в частности, во Франции и Великобритании).
7. ↑  Отсчёт вёлся от полёта Пилатра де Розье на аэростате братьев Монгольфье 21 ноября 1783 года (по Юлианскому календарю — 9 ноября).
8. ↑  В той же работе Бычков признаёт достоверным сообщение о том, что самолёт Можайского «…взбегал вверх по наклонным рельсам…», интерпретируя это как испытания силовой установки[56].
9. ↑  Упоминание в некоторых  публикациях имени некоего Ивана Никифоровича Голубева является безосновательным[66][70]. Одним из исследователей была выдвинута гипотеза, что испытателем мог быть родственник А. Ф. Можайского — мичман Иван Александрович Степанов, имевший квалификацию судового механика и, по некоторым данным, помогавший изобретателю в постройке самолёта[63]. Однако эта гипотеза тесно увязана с предлагаемой тем же автором датировкой попытки взлёта — 24—26 июля 1882 года, многими другими исследователями не принимаемой.
10. ↑  До Можайского и другие изобретатели, в частности Уильям Хенсон, 1842 г., предлагали проекты самолётов, предусматривавшие все эти элементы[84][85] (по мнению ряда западных авторов, проект Хенсона был взят Можайским за отправную точку[86][87]). Имел их и построенный в натуральную величину в 1860-х – 1870-х гг. самолёт Феликса дю Тампля[88] (полноценных полётов не выполнявший, а по мнению Д. А. Соболева, вообще не подвергавшийся даже попытке лётных испытаний)[89].
11. ↑  Элероны с ограниченной функцией (удержание нулевого крена) предусматривались в проектах самолётов и ранее[105] (М. Боултон, Великобритания, 1868[106][107]; Р. Харт, Великобритания, 1870[108]).
12. ↑  Первым натурным самолётом, на котором достоверно были применены эффективные органы управления по крену, был Flyer братьев Райт (1903 год).
13. ↑  Основными особенностями этого типа котла являются принудительная циркуляция воды с подачей её в змеевик сверху и наличие находящегося под давлением резервуара-сепаратора для отделения остаточной воды от пара[116][40][117]
14. ↑  Тяговая мощность, необходимая для совершения самолётом горизонтального полёта, вычисляется по формуле{\displaystyle N_{T}={\frac {G_{0}v}{75K}}}, где {\displaystyle G_{0}} — взлётная масса в кг, {\displaystyle v} — скорость полёта в м/с, {\displaystyle K} — аэродинамическое качество. Необходимая же мощность на валу винта определяется как {\displaystyle N={\frac {G_{0}v}{75K\eta }}={\frac {N_{T}}{\eta }}}, где {\displaystyle \eta } — КПД воздушного винта.
15. ↑  Рижское Высшее Военное Авиационное Инженерное Училище им. Я. Алксниса
16. ↑  Р. Д. Иродов считал порыв встречного ветра единственной возможной причиной отделения от земли не только самолёта Можайского, но и аппаратов Максима и Адера, которым многие историки авиации отдают приоритет в совершении взлёта за счёт собственной силовой установки.
17. ↑  Все последующие издания этой книги выходили уже после смерти автора.
18. ↑  В 1984 году в ответ на запрос из ИИЕТ РАН заместитель директора Музея авиации и космонавтики в Ле-Бурже в официальном письме сообщил, что музей не располагает какими-либо документами, подтверждающими факт лётных испытаний самолёта дю Тампля[163]. Британский автор П. Стокс в своей публичной лекции, посвящённой работам Можайского, также отметил отсутствие сведений о лётных испытаниях самолёта дю Тампля[164].
19. ↑  В то время отсутствовали общепринятые научные данные, необходимые для правильного проектирования крыла[167].
20. ↑  По мнению П. Д. Дузя, А. Ф. Можайский прорабатывал вопрос об органах управления по крену (элеронах) по крайней мере теоретически[169].